# Acantholeucania pseudoloreyi
Acantholeucania pseudoloreyi là một loài bướm đêm trong họ Noctuidae.